# مگا ایرکمپانی
مگا ایرکمپانی (به انگلیسی: Mega Aircompany) یک شرکت هواپیمایی است. دفتر مرکزی مگا ایرکمپانی در شهر آلماتی کشور قزاقستان واقع شده‌است و قطب این شرکت هواپیمایی در فرودگاه بین‌المللی آلماآتی قرار دارد و به ۳ مقصد، پرواز مستقیم انجام می‌دهد.